# Clare Byarugaba
Pour les articles homonymes, voir Byarugaba.
 (décembre 2018).
Clare Byarugaba est une militante ougandaise pour la cause LGBT qui s'est opposée à la rhétorique anti-LGBT du gouvernement. Elle est la coordonnatrice de la Civil Society Coalition on Human Rights and Constitutional Law, en français : Coalition de la société civile pour les droits de l'homme et le droit constitutionnel.
En 2013, elle devait ouvrir une section du PFLAG (en) à Kampala, afin de soutenir les parents de personnes LGBT dans un pays où le président a interdit l'homosexualité. Après l'interdiction, elle est révélée par un tabloïd national qui affiche son visage en couverture, ce qui la met en danger.
En 2014, elle rejoint l'organisation de Women in the World (en) pour partager son histoire personnelle à travers sa mission d'organisation pour donner la parole aux femmes.

## Vie personnelle
Clare Byarugaba est née et a grandi dans le sud-ouest de l'Ouganda. Lorsque le président Yoweri Museveni interdit l'homosexualité en Ouganda, la mère de Clare Byarugaba menace de la dénoncer à la police du fait qu'elle est lesbienne.

### Source de la traduction
- (en) Cet article est partiellement ou en totalité issu de l’article de Wikipédia en anglais intitulé « Clare Byarugaba » (voir la liste des auteurs).